# Nissan R85V
Chronologie des modèles
Nissan R86V
La Nissan R85V ou March 85G est une voiture de course du groupe C dont le but est de participer a des épreuves du championnat du monde des voitures de sport, du championnat du Japon de sport-prototypes ainsi qu'aux 24 Heures du Mans. Au total, trois véhicules de cette série ont été produits.

## Développement

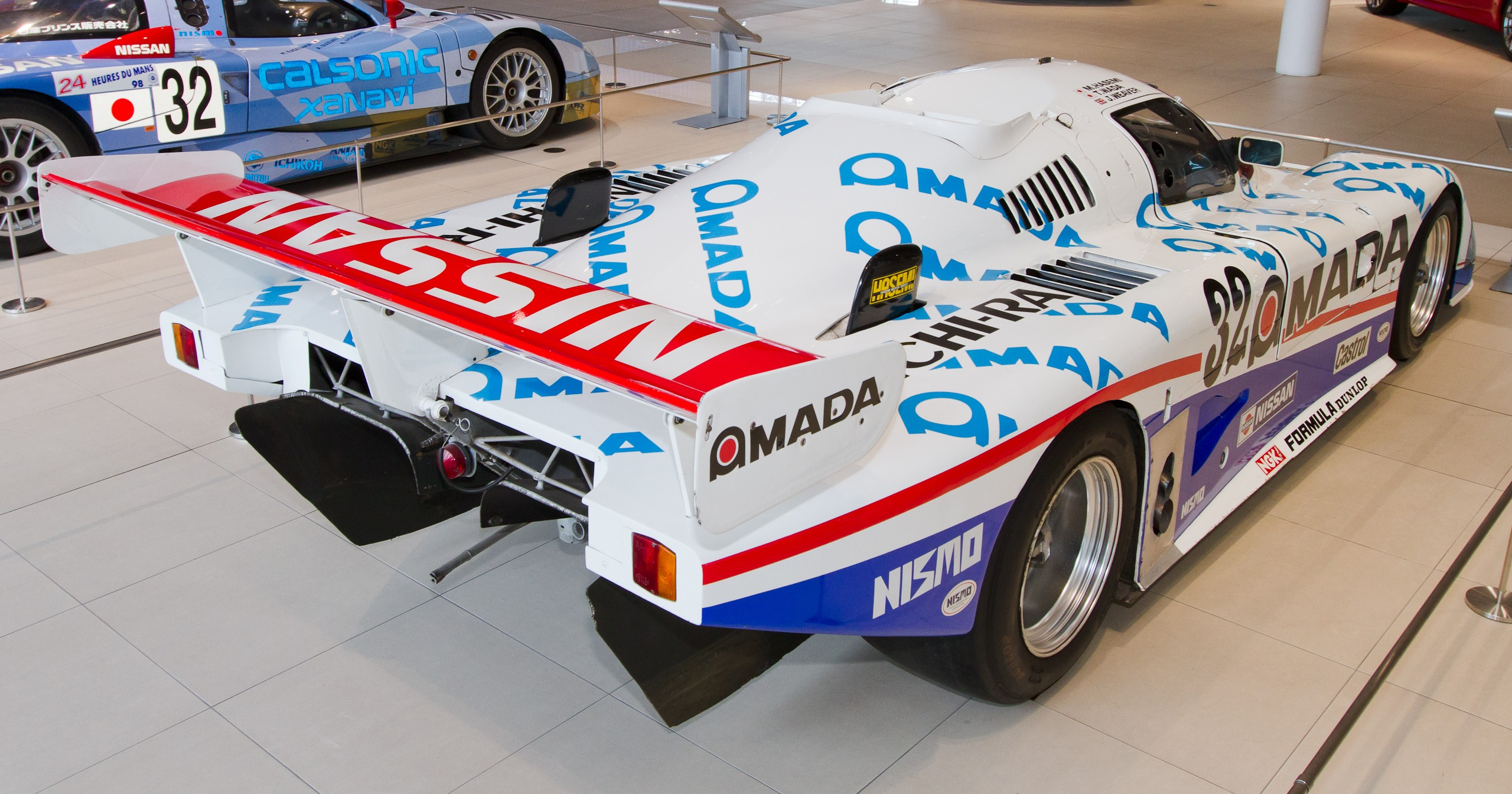
Vue arrière de la Nissan R85V.

La Nissan R85V est créée sur la base d'un châssis March Engineering 85G. Ce châssis monocoque en aluminium est la troisième et dernière étape d'évolution du châssis March 82G élaboré en 1981. L'ouverture de ventilation de grande taille à l'avant est typique des voitures de course construites sur cette base.
Trois des onze châssis 85G produits par March ont été livrés à Nissan ; ils portent les numéros de production 85G-8, 85G-9 (tous deux avec moteur VG30T) et 85G-10 (moteur LZ20B).

## Résultats sportifs
| Course            | Date               | no | Écurie             | Pilotes                                 | Châssis                     | Classement |
| Course            | Date               | no | Écurie             | Pilotes                                 | Moteur                      | Classement |
| ----------------- | ------------------ | -- | ------------------ | --------------------------------------- | --------------------------- | ---------- |
| 24 Heures du Mans | 31 mai au 1er juin | 32 | Nissan Motorsports | James Weaver Masahiro Hasemi Takao Wada | 85G-8                       | 16e        |
| 24 Heures du Mans | 31 mai au 1er juin | 32 | Nissan Motorsports | James Weaver Masahiro Hasemi Takao Wada | Nissan VG30ET 3.0L Turbo V6 | 16e        |

| Course                   | Date       | no | Écurie      | Pilotes                    | Châssis                     | Classement |
| Course                   | Date       | no | Écurie      | Pilotes                    | Moteur                      | Classement |
| ------------------------ | ---------- | -- | ----------- | -------------------------- | --------------------------- | ---------- |
| 500 kilomètres de Suzuka | 6 avril    | 11 | Nismo Sport | Masahiro Hasemi Takao Wada | 85G-9                       | Abandon    |
| 500 kilomètres de Suzuka | 6 avril    | 11 | Nismo Sport | Masahiro Hasemi Takao Wada | Nissan VG30ET 3.0L Turbo V6 | Abandon    |
| 1000 kilomètres de Fuji  | 4 mai      | 11 | Nismo Sport | Masahiro Hasemi Takao Wada | 85G-9                       | 3e         |
| 1000 kilomètres de Fuji  | 4 mai      | 11 | Nismo Sport | Masahiro Hasemi Takao Wada | Nissan VG30ET 3.0L Turbo V6 | 3e         |
| 1000 miles de Fuji       | 20 juillet | 32 | Nismo Sport | Masahiro Hasemi Takao Wada | 85G-9                       | Abandon    |
| 1000 miles de Fuji       | 20 juillet | 32 | Nismo Sport | Masahiro Hasemi Takao Wada | Nissan VG30ET 3.0L Turbo V6 | Abandon    |